# Johannes Kohlhaas der Ältere
Johannes Kohlhaas der Ältere (* 25. Juli 1691 in Kiedrich; † 1757 in Mainz) war ein deutscher Orgelbauer.
Er ist nicht zu verwechseln mit seinem Sohn Johannes Christoph Kohlhaas, auch Johannes Kohlhaas der Jüngere genannt (* 1736 in Mainz; † 1775, ebenda), der ebenso wie sein Vater domkapitelscher Orgelmacher und ein außerordentlich begabter Schreiner war. Von beiden sind 17 Orgeln in Rheinhessen und im Rheingau nachweisbar.

Heinrich Konrad Kohlhaas († 1800 in Mainz), Sohn des Johannes Kohlhaas des Jüngeren, versah das Amt des domkapitelschen Orgelmachers bis zu seinem Tode.

## Leben des Johannes Kohlhaas des Älteren
Die Eltern des Johannes Kohlhaas des Älteren waren Johann Konrad Kohlhaas und Maria Eva Keller, eine Enkelin des Kiedricher Orgelbauers Johann Jakob Keller. Er lernte das Handwerk des Orgelbauers bei Johann Wendelin Kirchner und Johann Jakob Dahm. In der älteren Literatur wird auch Johann Peter Geissel als ein weiterer Lehrer im Orgelbau genannt. Allerdings ist der 1636 geborene Geissel nach 1689 nicht mehr in Mainz nachweisbar. Auch dürfte Kohlhaas weder bei Anton Ziegenhorn († 1720) noch bei dessen Sohn Johann Eberhard Ziegenhorn († 1726) gelernt haben, da beide weder Orgelbauer noch Schreiner, sondern Zimmerleute waren. Nach seiner Ausbildung in Mainz führte Kohlhaas zunächst Reparaturarbeiten im Rheingau aus. Nachdem sein Lehrmeister Johann Jakob Dahm am 10. Juli 1727 verstorben war, wurde Kohlhaas dessen Amtsnachfolger als domkapitelscher Orgelmacher. Bei der Bewerbung um dieses Amt konnte sich Kohlhaas auch gegen den Konkurrenten Joseph Gabler durchsetzen. Als Domorgelbauer führte er zum Großteil die anfallenden Neubauten im Mainzer Sprengel aus.
Nach Auffassung des Musikwissenschaftlers Wilhelm Krumbach war Johannes Kohlhaas der Ältere auch der Lehrer des Matthäus Heilmann.

## Leben des Johannes Kohlhaas des Jüngeren
Aus dem Leben des Johannes Kohlhaas des Jüngeren, der 39-jährig verstarb, ist kaum etwas bekannt.

## Werke des Johannes Kohlhaas des Älteren
Zu den bedeutendsten Werken des Johannes Kohlhaas des Älteren zählt die 1747 in der Budenheimer Pankratiuskirche gebaute Orgel. Diese ist das einzige von zahlreichen Kohlhaas-Werken, das weitgehend erhalten ist. Von seinen Orgeln in St. Gereon in Nackenheim (1739), St. Markus in Erbach (Rheingau) (1725) und St. Vincentus in Hattenheim (1739–1740) existieren nur noch die Gehäuse.

## Werke des Johannes Kohlhaas des Jüngeren
Von Johannes Kohlhaas dem Jüngeren stammen das Gehäuse der 1763 für die kath. Kirche Mariä Himmelfahrt in Undenheim gebauten Orgel, deren Werk 1907 durch eines von Körfer ersetzt wurde; die 1765 für Bodenheim gebaute Orgel, die sich seit 1828 in der ev. Kirche in Ober-Saulheim befindet; die 1769 gebaute Orgel der kath. Kirche St. Johannes Evangelist in Großwinternheim, die 2011/2012 von der Werkstatt Rainer Müller in Merxheim (Nahe) restauriert und am 16. September 2012 unter Mitwirkung von Albert Schönberger eingeweiht wurde, sowie das Gehäuse der 1772 für das Mainzer Armklarenkloster gebauten Orgel, die 1807 in die kath. Pfarrkirche St. Georg in Nieder-Olm gelangte und deren Werk zwischenzeitlich erneuert wurde.